# Kärcher

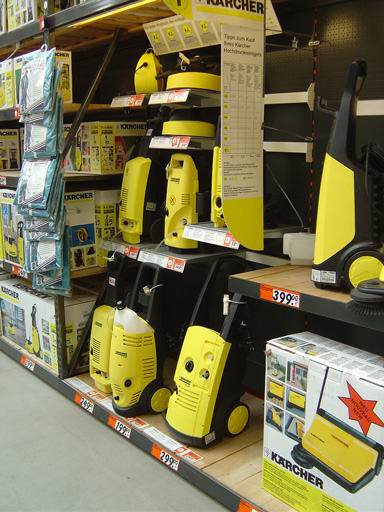
Equipamentos de alta pressão Kärcher.

Alfred Kärcher, mais conhecido pelo seu nome abreviado Kärcher, é um fabricante alemão de lavadoras de alta pressão.
Líder mundial na fabricação de lavadoras de alta pressão contava com 7300 funcionários em 2010. A Kärcher está representada em 47 países.
Em 2011, anunciou a incorporação da empresa WOMA, também outra grande fabricante alemã que atua no mercado mundial de hidrotecnologia à pressão ultraelevada.
Fundada em 1962, em Duisburg, na Alemanha, pioneira no ramo da tecnologia de jato de água de alta pressão tendo seus sistemas e procedimentos de utilização como paradigma de qualidade, confiabilidade e economia, possui participações no Brasil, Austrália, Áustria, Bélgica, China, Espanha, EUA e México, além de mais de 50 países. 